# 若昂·阿泽维多
若昂·保罗·马蒂亚斯·德阿泽维多（葡萄牙語：João Paulo Matias de Azevedo，1984年3月13日—），葡萄牙男子射击运动员，2023年欧洲运动会男子多向飞碟团体铜牌得主、2023年世界射击锦标赛混合团体多向飞碟金牌得主。